# Esmée Olthuis
Esmée Olthuis (* 28. Januar 1969 in Amsterdam) ist eine niederländische Jazz- und Improvisationsmusikerin (Alt-, Sopran- und C-Melody-Saxophon, Blockophon), Komponistin und Musikpädagogin, die auch als Life Coach, Pferdetrainer und insbesondere Wayfinder tätig ist.
Olthuis spielte in der niederländischen Jazz- und Improvisationsszene zunächst im Orchester De Boventoon mit Herman de Wit, dann vor allem mit Albert van Veenendaal und mit der Tetzepi Big Band, in der sie nach der von ihr so genannten Tetzepi-Improvisationsmethode mit Jugendlichen arbeitet; ferner schrieb sie Musik für den Kurzfilm Koffie (2012). Dem Jazz-Diskographen Tom Lord zufolge wirkte Olthuis zwischen 2000 und 2008 bei sechs Aufnahmesessions mit.

## Diskographische Hinweise
- Esmée Olthuis / Albert van Veenendaal: This Is to Say (2003)
- Esmée Olthuis / Albert van Veenendaal / Hans Hasebos: Temporary Visions (Trytone, DVD, 2004)
- Esmée Olthuis / Albert van Veenendaal: The Mystery of Guests (Evil Rabbit Records, 2007)
- Hazel Leach Songs from the Edge (JazzHausMusik 2012, mit Simin Tander, Tessa Zoutendijk, Laia Genc)